# Preseka (Kroatien)
Preseka ist eine Gemeinde im Nordosten Kroatiens, die zur Gespanschaft Zagreb gehört. Sie liegt ca. 45 km nordöstlich von Zagreb. Nach der Volkszählung von 2011 leben im Verwaltungsgebiet der Gemeinde Preseka 1448 Einwohner. Insgesamt besteht die Gemeinde aus 15 Ortschaften.

## Ortschaften in der Gemeinde
- Donja Velika
- Gornja Velika
- Gornjaki
- Kamenica
- Kraljev Vrh
- Krušljevec
- Ledina
- Pogančec
- Preseka
- Slatina
- Srednja Velika
- Strmec
- Šelovec
- Vinkovec
- Žabnjak

## Sport
NK Preseka